# Káto Ravénia
Káto Ravénia (Kato Ravenia) är en ort i Grekland.   Den ligger i prefekturen Nomós Ioannínon och regionen Epirus, i den nordvästra delen av landet, 300 km nordväst om huvudstaden Aten. Káto Ravénia ligger 664 meter över havet och antalet invånare är 108.
Terrängen runt Káto Ravénia är kuperad. Runt Káto Ravénia är det glesbefolkat, med 14 invånare per kvadratkilometer. Närmaste större samhälle är Dolianá, 1,4 km sydost om Káto Ravénia. I omgivningarna runt Káto Ravénia växer i huvudsak blandskog.